# 孟三遷
孟三遷（？—？），號泰蒙，山東兖州府曹州定陶县人，明朝政治人物。

## 生平
萬曆七年（1579年）己卯科山東乡试第七十二名举人，二十六年（1598年）戊戌科會試第一百四十四名，三甲二十二名進士，通政司觀政，官邯郸县知县，三十一年因违抗矿税被降调。